# Parc del Cinquantenari
El Parc del Cinquantenari, o el Parc del Jubileu (en francès: Parc du Cinquantenaire; en neerlandès: Jubelpark) és un gran parc urbà públic, de 30 hectàrees en la part més oriental del barri europeu de Brussel·les, a Bèlgica.
La majoria dels edificis del complex en forma d'U que dominen el parc van ser comissionats pel govern belga en el marc del patrocini del rei Leopold II per l'Exposició Nacional de 1880 que commemorava el cinquantè aniversari de la independència de Bèlgica, i de successives exposicions que van estar a la mateixa zona, substituint anteriors construccions. L'actual arc de triomf va ser erigit en 1905 reemplaçant una versió temporal anterior de Gédéon Bordiau. Les estructures van ser construïdes en ferro, vidre i pedra, que simbolitzen el rendiment econòmic i industrial de Bèlgica.